# Aleksander Loit
Aleksander Loit, auch Alexander Loit, (* 11. Juni 1925 in Pärnu, Estland; † 16. Januar 2021) war ein schwedischer Historiker estnischer Abstammung.

## Leben
Loit hat sich in seinen Studien, seinen Beiträgen zu Konferenzen, Symposien und Veröffentlichungen hauptsächlich mit der Geschichte Estlands seit der Schwedenzeit und den gegenseitigen Beziehungen auch in Kunst und Architektur  zwischen den beiden Ländern beschäftigt. Ein weiteres Interessengebiet betraf die Auswertung von archäologischen Funden zur Beurteilung von Beziehungen zwischen den Ostseeanrainern Skandinavien und Ostbaltikum.
Loit war in den Jahren 1981 bis 1993 Professor am Institut für baltische Studien der Universität Stockholm.

## Schriften
- 1993: Eesti kunstist ja kunstielust 19. sajandi lõpust kunie astani 1916. Merismusi Eesti kunstist ja kunstielust (Über die estnische Kunst und Kunstauffassung seit der Jahrhundertwende bis 1916. Studien zur Kunst und zum Kunstleben Estlands), Tallinn 1993.
- 1993: als Herausgeber: Kunst und Architektur im Baltikum in der Schwedenzeit und andere Studien zur baltischen Kunstgeschichte. Almquist och Wicksell Internat., Stockholm 1993, ISBN 91-22-01536-1.
- 1993: zusammen mit Helmut Piirimäe als Hersg.: Die schwedischen Ostseeprovinzen Estland und Livland im 16. bis 18. Jahrhundert. Almquist och Wicksell Internat., Stockholm 1993, ISBN 91-22-01533-7.
- 1992: als Herausgeber: Die Kontakte zwischen Ostbaltikum und Skandinavien im frühen Mittelalter. Almquist och Wiksell, Stockholm 1982, ISBN 91-22-01503-5.
- 1990: als Herausgeber: The Baltic Countries 1900–1914. 2. Bände der . Proceedings from the 9th Conference on Baltic Studies in Scandinavia, 1987, Studia Baltica Stockholmiensis Nr. 5. Almquist och Wicksell Internat., Stockholm 1987, ISBN 91-22-01389-X und ISBN 91-22-01391-1.
- 1985: Die Verbindungen zwischen Skandinavien und Ostbaltikum aufgrund der archäologischen Quellenmaterialien. 1. Symposium Sowjetestnischer und schwedischer Archäologen 1982. Studia Baltica Stockholmiensis Nr. 1. Almquist och Wicksell Internat., Stockholm 1985, ISBN 91-22-00747-4.
- 1985: National Movements in the Baltic Countries during the 19th Century. Studia Baltica Stockholmiensis Nr. 2. Almquist och Wicksell, Stockholm 1985, ISBN 91-22-00776-8.